# 50 Canale
50 Canale è una rete televisiva italiana regionale con sede a Pisa.

## Storia
L’emittente nacque nel 1983 per iniziativa degli imprenditori edili Giuseppe Rossi, Walter Pucci e Franco Forti e dei loro gruppi Rossi Costruttori, Gruppo Pucci e Forti Holding S.p.A., gruppo imprenditoriale collegato anche a Ecofor Service S.p.A., Geofor S.p.A. e Valdera Acque S.p.A., operanti nell'ambito dei rifiuti solidi e liquidi. La presidenza fu assunta da Giuseppe Rossi. La sede si trovava in largo Ciro Menotti, 19 e da lì irradiava il proprio segnale sulla frequenza UHF 50, da cui prese il nome.
Inizialmente denominata R.T.P. Canale 50 (Radio Tele Pisa Canale 50), la rete intendeva essere l’ideale prosecuzione di Tv Pisa - Canale 55. Fin dall'inizio 50 Canale si radicò nel territorio dando particolare attenzione all'informazione, allo sport e alla manifestazioni popolari.
Per lo sport l’emittente si assicurò la collaborazione di Aldo Paradossi, che aveva già lavorato a Tv Pisa - Canale 55. In quegli anni infatti il Pisa Calcio, diretto da Romeo Anconetani, si trovava in serie A e vari programmi dedicati alla squadra di calcio, oltre alle partite, contribuirono al successo dell’emittente. Nacque in merito anche la trasmissione Parliamo con Romeo, andata in onda dal 1984 al 1994, condotta da Massimo Marino. Ma molta attenzione veniva posta anche sulle serie minori, fino ai dilettanti. Altri programmi sportivi erano La voce degli spogliatoi e Gli avvenimenti della domenica, condotti da Aldo Orsini, Anteprima sport, L'altro calcio, sul calcio a cinque, Telesport, Speciale C2, Cascina Calcio, La partita del Pontedera, Oggi le corse, Tackle.
Il canale offriva un tg locale, approfondimenti e dibattiti politici. Il TG 50 News, in cinque edizioni quotidiane (14:15; 16:15; 19:00; 20:15; 00:00), copriva in tempo reale gli avvenimenti più significativi del territorio. La redazione era formata da cinque giornalisti professionisti: Stefano Ceccarelli, Chiara Cini, Silvano Gentili, Alessio Capri e Alessandro Santarelli. Il caporedattore della testata giornalistica era Alessandro Turrini. Dall'1 di notte fino alla mattina successiva, inoltre, venivano proposte notizie non stop, che riproponevano i servizi andati in onda nell'arco della giornata.
Altri programmi di informazione erano: Contromano, programma di attualità politica e approfondimento; Focus, rubrica di approfondimento giornalistico a cura della redazione; La civetta, trasmissione di denuncia sociale. 
La tv si contraddistingueva anche per la messa in onda in diretta degli eventi legati al "giugno pisano" e per il rapporto con la cittadinanza locale.
Nel 1987 50 Canale dedicò una lunga diretta all'alluvione che portò allo straripamento dell’Arno. Nel 1988 seguì l’intera visita di Papa Giovanni Paolo II a Pisa.
Negli anni Novanta partì la rubrica L'impallato, ideato e condotto da Andrei Buscemi, programma di intrattenimento su storia, arte, teatro e attualità, che ebbe fra gli ospiti Giorgio Panariello, Tosca D'Aquino, Nathaly Caldonazzo, Oreste Lionello, Vittorio Sgarbi e Paolo Villaggio. Con la morte di Romeo Anconetani la trasmissione dedicata alla squadra di calcio cittadina ha preso il nome de Il nerazzurro, affiancata da La voce degli spogliatoi, interviste a fine partita del Pisa Calcio. Aldo Orsini è diventato un punto di riferimento per il giornalismo sportivo a Pisa.
Negli anni Duemila sono partiti i programmi L’iconoclasta, condotto da Guido Genovesi, ex de Il grande fratello, rubrica satirica sulle problematiche giovanili, Amaranto, rubrica dedicata al Livorno Calcio, condotta da Aldo Agroppi e da Alessandro Santarelli, Buon pomeriggio, contenitore pomeridiano quotidiano curato e condotto da Pierluigi Cioli, con giochi, ospiti in studio, oroscopo e altro, Comici, trasmissione condotta da Niki Giustini, in onda dal Teatro Canovaccio di Pisa, nella quale si alternano vari comici toscani con gag, battute e siparietti, Diario nerazzurro, L'impallato e Luci della città, due talk show condotti da Andrea Buscemi, Rotociclo, trasmissione dedicata al ciclismo, e Zanzibar, contenitore del sabato e della domenica. Nel palinsesto sono presenti anche cartoni animati, film e telefilm. Dopo un primo trasferimento in via Pindemonte al numero civico 3, 50 Canale si è stabilita fuori Pisa, in località Montacchiello, in via E. Giannessi.
Nel 2006 la rete ha sperimentato le diffusione sul satellite tramite la LCN 897 della piattaforma televisiva di Sky Italia. Ha anche ottenuto la concessione per operare sulla propria frequenza dall'avvento del digitale terrestre. Da allora sul proprio mux propone i 5 canali 50 Canale (LCN 12), 50 Canale Galileo (LCN 615), 50 Young 3DT (LCN 671), TtNews 24 – 50 Social Network (LCN 672) e 50 News (LCN 673), trasmettendo in tutta la Toscana, benché il suo pubblico di riferimento sia prevalentemente quello di Pisa e Livorno. 
Ha anche aderito all’Aeranti-Corallo, associazione di imprese radiotelevisive locali, satellitari e via internet.
Nel settembre 2014 50 Canale ha aperto ufficialmente il nuovo canale News 50 Versilia (LCN 673), curato da Gabriele Altemura e dedicato interamente ai sette comuni della Versilia in provincia di Lucca (Viareggio, Massarosa, Camaiore, Pietrasanta, Forte dei Marmi, Seravezza e Stazzema). Nelle varie edizioni giornaliere del Tg e nella trasmissione Versilia in linea, interamente in diretta esterna, la tv focalizza si occupa del Consiglio comunale, del Carnevale, del Festival Pucciniano e delle manifestazioni più importanti.
Il 15 ottobre 2018 è nata anche Antenna 50, canale dedicato alla città di Empoli e al suo circondario.

## Programmi
- La voce degli spogliatoi
- Gli avvenimenti della domenica
- Anteprima sport
- L’altro calcio
- Telesport
- Speciale C2
- Cascina Calcio
- La partita del Pontedera
- Oggi le corse
- Tackle
- Amaranto
- Parliamo con Romeo
- 50 News
- Contromano
- Focus
- La civetta
- L'impallato
- Il nerazzuro
- L'iconoclasta
- Buon pomeriggio
- Comici
- Diario nerazzurro
- Luci della città
- Rotociclo
- Zanzibar
- Il tribunale del Mucci
- Quelli del Tubo